# Bruno Stagno Ugarte
Bruno Stagno Ugarte (París, Francia, 8 de abril de 1970) es un político costarricense.

## Biografía
Estudió relaciones internacionales en Georgetown University (BSFS, 1988-1992), ciencias políticas en la Universidad de la Sorbona (DEA, 1992-1994) y políticas públicas en la Universidad de Princeton (MPP, 2000-2001). Fue Cónsul General en la Embajada de Costa Rica en Francia entre 1994-1998. Posteriormente fue Jefe de Gabinete del Despacho del Ministro de Relaciones Exteriores y Culto entre 1998-2000. Fue Embajador, Representante Permanente de Costa Rica ante las Naciones Unidas entre el 2002 y el 2006, fungiendo como Copresidente de las negociaciones del Documento Final de la Cumbre de Jefes de Estado y de Gobierno de las Naciones Unidas del 2005 (Millennium+5 Summit).
A partir de 2006 es nombrado Ministro de Relaciones Exteriores por el presidente Óscar Arias Sánchez, liderando una importante renovación de la política exterior de Costa Rica. Durante su gestión, se trasladó la Embajada de Costa Rica acreditada ante Israel de Jerusalén a Tel Aviv, se establecieron relaciones diplomáticas entre Costa Rica y la República Popular China y la Autoridad Nacional Palestina, y se otorgó reconocimiento a Kosovo. Estableció relaciones diplomáticas con más de 20 países, liderando la normalización de relaciones con los países árabes. En 2009, normalizó las relaciones con Cuba después del rompimiento de las mismas en 1961.
Stagno dirigió una campaña para lograr la elección de Costa Rica como miembro no permanente del Consejo de Seguridad de las Naciones Unidas en el período 2008-2010, que concluyó con éxito y le permitió al país ocupar esa posición por tercera ocasión. El desempeño de Costa Rica en el Consejo de Seguridad también ha estado marcado por la dirección del señor Stagno, tanto en los temas de fondo, como es el caso de la insistencia en terminar con la impunidad en el caso de Darfur y la necesidad de llevar a la justicia a Ahmad Harun y a Ali Kushayb, como en los temas de procedimientos, tales como la reforma de los métodos de trabajo y la inclusión de Costa Rica en los grupos de los Small Five y Unidos por el Consenso.
Fue elegido Presidente de la Asamblea de Estados Partes de la Corte Penal Internacional para el período 2005-2008 y Copresidente de la Conferencia del Tratado Integral para la Prohibición de Armas Nucleares para el bienio 2007-2009. En el 2005, fue uno de los fundadores de la Coalition for Rainforest Nations y uno de los primeros proponentes de la compensación por la deforestación evitada (REDD+).
Entre 2011 y 2014, fue director Ejecutivo de la organización Security Council Report y es, desde 2014, Director Ejecutivo adjunto de Human Rights Watch.